# Lillo Brancato

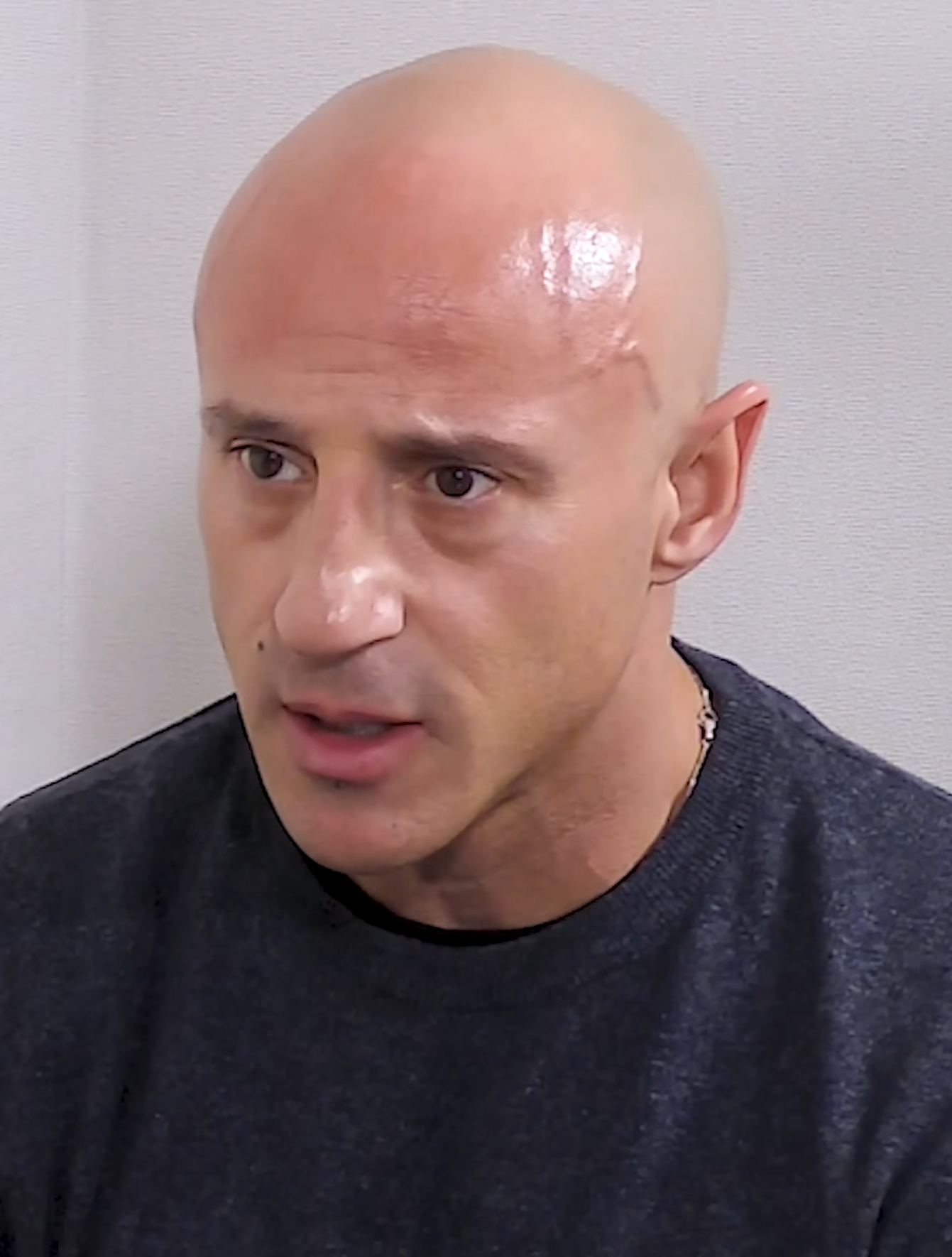
Lillo Brancato, 2023

Lillo Brancato, Jr. (* 30. März 1976 in Bogotá, Kolumbien) ist ein US-amerikanischer Schauspieler. Er spielte die Rolle des Calogero Agnello in Robert De Niros Regiedebüt In den Straßen der Bronx. Später spielte er Matthew Bevilaqua in der Serie Die Sopranos. Im Dezember 2005 wurde er zu einer 10-jährigen Haftstrafe verurteilt, von der er acht Jahre absaß.

## Frühes Leben
Brancato wurde in Bogotá geboren und adoptiert, als er vier Monate alt war. Er wuchs in einem italoamerikanischen Umfeld in Yonkers, New York auf. Brancato ging auf die katholische Schule Mount Saint Michael Academy.

## Karriere
Brancato wurde von einem Talentscout entdeckt, dem seine Ähnlichkeit zu Robert De Niro auffiel. De Niro bereitete den Film In den Straßen der Bronx vor und suchte Schauspieler, die seinen Sohn im Alter von acht und siebzehn Jahren spielen sollten. Brancato war Fan von De Niro und beeindruckte den Scout mit einer Imitation von Travis Bickle aus Taxi Driver. Er bekam die Hauptrolle und überzeugte die Hauptdarsteller Robert De Niro und Chazz Palminteri. Danach spielte er kleinere Rollen und erhielt die Rolle des Matthew Bevilaqua in der Serie Die Sopranos. In einem Interview, das Brancato im Gefängnis gab, erzählte er, dass er bereits bei den Dreharbeiten zu In den Straßen der Bronx high war. Damals habe er Marihuana genommen. Chazz Palminteri und Robert De Niro hätten ihn bereits damals gewarnt, dass er sich von falschen Freunden und Drogen fernhalten solle. Brancato sagt, dass er in den Jahren danach härtere Drogen wie Kokain und Heroin genommen habe.

## Festnahmen und Haftstrafe
Am 10. Juni 2005 wurde Brancato von Beamten des Yonkers Police Department festgenommen, weil er Heroin bei sich trug.
Am 10. Dezember 2005 wurde Brancato von der New Yorker Polizei in der Bronx unter dem Verdacht festgenommen, den 28-jährigen Polizisten Daniel Enchautegui ermordet zu haben. Enchautegui war zu Hause und nicht im Dienst, als er Brancato und dessen Komplizen Steven Armento bei einem Einbruch in ein leerstehendes Nachbarhaus seines Wohnhauses überraschte. Enchautegui nahm die Einbrecher fest und forderte Verstärkung an. Armento zog eine Waffe und feuerte auf Enchategui, woraufhin es zu einem Schusswechsel kam, bei dem Enchautegui tödlich getroffen wurde; er starb kurz nach seiner Einlieferung ins Jacobi Medical Center. Armento und Brancato wurden von der Polizei in der Nähe des Tatorts festgenommen, beide mit mehreren Schusswunden und in kritischem Zustand.
Der 48 Jahre alte Armento, Vater von Brancatos Freundin und mehrfach wegen Einbruchs vorbestraft, wurde wegen Mordes zu einer lebenslangen Haftstrafe ohne Möglichkeit der Bewährung verurteilt. Da Brancato nicht nachgewiesen werden konnte, gewusst zu haben, dass Armento eine Waffe mit sich führte, wurde er nur des versuchten Einbruchs schuldig gesprochen und zu zehn Jahren Haft verurteilt. Die Schwester des ermordeten Polizisten kritisierte das Urteil und nannte Brancato einen Mörder. Sein Anwalt hielt das Urteil dagegen für zu streng (der Richter konnte ihn zu einer Haftstrafe zwischen 3½ und 15 Jahren verurteilen) und kritisierte die Einflussnahme durch Bürgermeister Michael Bloomberg. Brancato saß zunächst in der Oneida Correctional Facility in Rome, New York ein, anschließend in der Hudson Correctional Facility. Im Dezember 2013 wurde er auf Bewährung entlassen.

## Leben nach der Haft
Brancato, der sich selbst als clean bezeichnet, spielte nach seiner Entlassung 2015 in The Bronx Dahmer.

## Filmographie
| Jahr | Film                              | Rolle                                     | Bemerkungen |
| ---- | --------------------------------- | ----------------------------------------- | --- |
| 1993 | A Bronx Tale                      | Calogero „C“ Anello (im Alter von 17)     | Filmdebüt Brancatos Regiedebüt Robert De Niros |
| 1994 | Mr. Bill                          | Pvt. Donnie Benitez                       | |
| 1995 | Crimson Tide – In tiefster Gefahr | Petty Officer Third Class Russell Vossler | |
| 1998 | Der Staatsfeind Nr. 1             | Junger Arbeiter                           | |
| 1998 | Provocateur                       | Chris Finn                                | |
| 1999 | The Florentine                    | Pretty                                    | |
| 2000 | Mambo Café                        | Weasel                                    | |
| 2000 | Blue Moon                         | Pete                                      | |
| 2000 | Die Sopranos                      | Matthew Bevilaqua                         | Episoden (2. Staffel) „Guy Walks into a Psychiatrist's Office…“ „Do Not Resuscitate“ „The Happy Wanderer“ „Full Leather Jacket“ „From Where to Eternity“ „Bust Out“ |
| 2000 | Table One                         | Johnnie                                   | |
| 2001 | In the Shadows                    | Jimmy Pierazzi                            | |
| 2001 | ’R Xmas                           | Der Gatte                                 | |
| 2001 | Sticks                            | Lenny                                     | |
| 2002 | The Real Deal                     | Samy Saxo                                 | |
| 2002 | Pluto Nash                        | Larry                                     | |
| 2004 | Downtown: A Street Tale           | Lenny                                     | |
| 2005 | Searching for Bobby D             | Bobby                                     | |
| 2005 | Slingshot                         | DJ                                        | |
| 2015 | The Bronx Dahmer                  | Joey                                      | Erster Film nach der Haft |